# Hrvace
Hrvace falu és község Horvátországban Split-Dalmácia megyében.

## Fekvése
Splittől légvonalban 31, közúton 41 km-re északkeletre, Sinjtől 7 km-re északra, a Hrvacei mező szélén, egy erdős dombocska lábánál, a Sinjből Kninbe menő út mellett fekszik.

## A község települései
A községhez Dabar, Donji Bitelić, Gornji Bitelić, Laktac, Maljkovo, Potravlje, Rumin, Satrić, Vučipolje és Zasiok települések tartoznak.

## Története
A helyi hagyomány szerint a település neve a horvát népnévből származik. Eszerint a 7. században a Cetina két partján két nép telepedett le. A nyugati parton a mai Hrvace helyén a horvátok, míg átellenben, a folyó keleti partján a mai Obrovac helyén az avarok. Ezt alátámasztani látszik, hogy amíg a folyó nyugati partján csupa horvát eredetű földrajzi név található, addig a keleti parton jobbára idegen eredetű helynevek vannak. A régészeti leletek mindazonáltal arról tanúskodnak, hogy ebben a szép, zöldellő, patakokkal öntözött  völgyben már évezredekkel a horvátok érkezése előtt is éltek emberek. A középkorban az itteni lakosság a közeli Sinj uraitól, a Šubićoktól, a Nelipićektől, a Frangepánoktól, a Tallóciaktól és a Špirančićektől függött. Ők az először 1341-ben még „Fsini”, vagy „Frini” alakban említett Sinj várából, valamint a településtől északnyugatra fekvő, 1372-ben említett kisebb, Travnik (Potravlje) várából igazgatták ezt a Svilaja- és a Dinári-hegység által határolt, termékeny mezők alkotta vidéket, mely egészen Triljig húzódott. Hívei évszázadokig a sinji székhelyű cetinai plébániához tartoztak.
A török először 1513-ban foglalta el Hrvace területét, de a terület sorsát Klissza várának 1537-es eleste pecsételte meg végképpen. Sinj vidékén ezután nagyarányú lakosságcsere ment végbe. Az őslakosság nagyrészt a tenger irányába menekült és a megüresedett településekre előbb az új helyzethez jobban alkalmazkodó vlach pásztornépek, akik a 16. század végére és a 17. század elejére már hithű muzulmánokká lettek. A török közigazgatásban Hrvace és Sinj környéke a Klisszai szandzsák része lett, de az igazságszolgáltatás 1580-ig még a skradini kádi kezében volt. A lakosság főként állattartásból élt, de Hrvace jelentőségét mutatja az a tény, hogy lakossága némileg még meg is haladta a közeli Sinj lakosságát. A településen dzsámi, iszlám iskola és bolt is működött, egykori török temetőjéről pedig a feliratos török sírkövek tanúskodnak. A velencei seregek 1686-ban foglalták vissza Sinj várát és vele együtt a mai Hrvace vidékét. Ezt követően újabb jelentős lakosságcsere ment végbe. A muszlim lakosság Livno irányába menekült, helyükre pedig a velencei hatóságok irányításával és rámai ferences szerzetesek vezetésével Boszniából és Hercegovinából keresztény lakosság érkezett. A velencei-török háború után kialakult új hatalmi viszonyokat 1699-ben a karlócai béke szentesítette. A 18. század folyamán a lakosság éhínségnek és járványoknak is ki volt téve. A legnagyobb pestisjárvány 1786-ban pusztított. A század második felében itt épült meg Dalmácia első ipari üzeme a peručai vasöntöde. Az itt gyártott vas is kiváló minőségű volt, de a vállalkozás sajnos a 19. század elején tönkrement és az ipar többé nem játszott jelentős szerepet a térség gazdaságában. Hrvace plébániája 1757-ben lett önálló, hívei addig a sinji plébániához tartoztak.
1797-ben a Velencei Köztársaság megszűnésével a település a Habsburg Birodalom része lett. 1806-ban Napóleon csapatai foglalták el és 1813-ig francia uralom alatt állt. Napóleon bukása után ismét Habsburg uralom következett, mely az első világháború végéig tartott. 1857-ben 1286, 1910-ben 1926 lakosa volt. Az I. világháború után rövid ideig az Olasz Királyság, ezután a Szerb-Horvát-Szlovén Királyság, majd Jugoszlávia része lett. A háború után a település a szocialista Jugoszlávia része lett. A község termőföldjei jelentősen csökkentek az 1950-ben a Peruča-tó miatti elárasztás miatt. A lakosság egy része megélhetését veszítve és az egzisztencia megteremtése érdekében nagyobb városokba vándorolt ki. A község területe 1991-től a független Horvátországhoz tartozik. A délszláv háború során nagyobb részét szerb erők foglalták el, mely 1995 augusztusában a „Vihar” hadművelet során szabadult fel. A háború során lerombolt házakat (köztük a plébániatemplomot, az iskolát és számos lakóházat) újjáépítették. Az iskolában a tanítás csak 1996-ban indulhatott meg újra. Hrvace lakossága 2011-ben 1566 fő volt, akik főként mezőgazdasággal és állattartással foglalkoztak.

## Lakosság
| Lakosság változása | Lakosság változása | Lakosság változása | Lakosság változása | Lakosság változása | Lakosság változása | Lakosság változása | Lakosság változása | Lakosság változása | Lakosság változása | Lakosság változása | Lakosság változása | Lakosság változása | Lakosság változása | Lakosság változása | Lakosság változása |
| ------------------ | ------------------ | ------------------ | ------------------ | ------------------ | ------------------ | ------------------ | ------------------ | ------------------ | ------------------ | ------------------ | ------------------ | ------------------ | ------------------ | ------------------ | ------------------ |
| 1857               | 1869               | 1880               | 1890               | 1900               | 1910               | 1921               | 1931               | 1948               | 1953               | 1961               | 1971               | 1981               | 1991               | 2001               | 2011               |
| 1.286              | 1.466              | 1.460              | 1.714              | 1.752              | 1.926              | 2.137              | 1.913              | 1.914              | 2.122              | 2.003              | 1.916              | 2.117              | 1.856              | 1.637              | 1.566              |

## Nevezetességei
- A Mindenszentek tiszteletére szentelt római katolikus plébániatemploma 1871-ben épült a régi, 1686-ban épített  templom helyén. A régi templomból csak az apszis maradt meg, mely a mai temető területén található és temetőkápolnaként működik. A plébániatemplom egyedülálló, ötszögű épület apszissal. Homlokzatán a harangtoronyban két harang, rajta pedig toronyóra található. Az apszisban álló márványoltár 1910-ben készült gazdag, neobarokk díszítéssel. Mögötte van elhelyezve a sekrestye. A hajó jobb oldalán a kőből épített Fájdalmas Szűzanya oltár áll, melyet a nép Hrvacei Miasszonyunknak (Hrvatačka Gospa) nevez. Az oltáron egy nagyon szép, „Madonna del digito” típusú Szűzanya kép áll. A bal oldalon áll a Mindenszentek oltár Francesco Maggiotto értékes oltárképével. A hajóban még két kisebb oltár is áll, Szent Antalnak és Szent Józsefnek szentelve, valamint egy Lourdes-i barlang is található. A szentély oldalán egy Jézus Szíve-szobor található. A templomnak egy értékes ezüst 18. századi velencei körmeneti keresztje van. Az épületet többször is javították, 1989-ben pedig teljesen felújították. A délszláv háború idején 1991. szeptember 16. és 22. között összesen 25 rakétatalálat érte és súlyosan megrongálódott. 1996-ban teljesen újjáépítették, környezetét újrarendezték. 2000-ben fűtést szereltek bele, majd 2005-ben nyolc festett üvegablakot és új keresztutat kapott. A templom mellett temető található 1999-ben épített halottasházzal.[3]
- A régi Mindenszentek plébániatemplom a mai temető területén állt. 1686-ban építették, de 1715-ben a Sinj elleni török támadás során megrongálódott. Később újjáépítették. Ez a templom egy ószláv templom alapjaira épült, melynek kőtöredékeit először a sinji ferences kolostor gyűjteményében őrizték, ma a spliti régészeti múzeumban találhatók. A templomot a mai templom építésekor bontották le, csak az apszis maradt meg belőle. Ma temetőkápolnaként szolgál.[3]
- A Bošnjakova glavica régi sírköveit 1849-ben a Cetina hídjának építéséhez használták fel.
- Krinj nevű településrészén ókeresztény templom és temető maradványai találhatók.

## Gazdaság
A fejlett helyi feldolgozóipar mellett a településen egy kőbánya működik és itt van néhány magán építőipari cég székhelye is. A lakosság többsége azonban mezőgazdasággal és saját szükségletre történő állattartással foglalkozik.

## Oktatás
A település alapiskolája az OŠ Dinka Šimunovića. Névadója Dinko Šimunović a híres író, aki tanárként is dolgozott ezen a vidéken és néhány könyvét az itteni emberek és a természet inspirálta.

## Kultúra
- A település művészeti és kulturális egyesülete a KUD Peruća, mely ápolja a helyi hagyományokat és Horvátországon kívül külföldön is képviseli a helyi kultúrát.
- A plébániatemplomban mintegy negyven tagú énekkar működik, amely minden vasárnap és ünnepnap gazdagítja a liturgiát.

## Sport
- NK Hrvace labdarúgóklub, a horvát 3. ligában szerepel
- Vreba lovasklub
- Mnk Hrvace a sinji kispályás labdarúgó bajnokságban szerepel